# تپه ضیاء آباد
تپه ضیاء آباد مربوط به دوران‌های تاریخی پس از اسلام است و در شهرستان علی‌آباد، بخش کمالان، روستای ضیاء آباد واقع شده و این اثر در تاریخ ۱۰ بهمن ۱۳۸۳ با شمارهٔ ثبت ۱۱۲۹۷ به‌عنوان یکی از آثار ملی ایران به ثبت رسیده است.